# Drums of Autumn
Drums of Autumn (em Portugal e no Brasil: Os Tambores de Outono) é o quarto livro da série Outlander da escritora americana Diana Gabaldon. O livro narra a história de Claire, uma médica do século XX que viaja no tempo, e seu marido guerreiro escocês do século 18, Jamie Fraser. Os livros contêm elementos de ficção histórica, romance, aventura e fantasia.
A quarta temporada da série de televisão Outlander, é baseada em Drums of Autumn.

## Enredo

### América Colonial, 1768
Nos dias seguintes ao naufrágio ocorrido no final do último romance, Voyager (1992), Jamie e Claire assim como Fergus e Ian ficaram na rustica América  enquanto a esposa de Fergus, Marsali, ficou para trás na ilha da Jamaica, esperando a chegada do primeiro filho. Os Frasers se estabeleceram primeiro em Charleston na Carolina do Sul, e enfrentaram algumas dificuldades nesse meio tempo, como presenciar a execução de um antigo amigo e ajudar outro condenado, Stephen Bonnet, a escapar da forca. Logo depois, Jamie, Claire e amigos decidem viajar para Wilmington na Carolina do Norte, onde Jamie adquire hectares de terras num acordo entre ele e o governador William Trayon. Stephen Bonnet acaba perturbando os Frasers com alguns homens e os roubam provando para eles que não é um homem confiável. Jaime e Claire encontram algum conforto através de um membro da família, Jocasta Cameron, a irmã mais velha da mãe de Jamie que se estabeleceu em solo americano anos atrás e tem uma certa estabilidade tanto financeira quanto social. A princípio a percepção de que Jamie seria o herdeiro possível de Jocasta, uma vez que ela não tem filhos, levanta a possibilidade deles se fixarem ali. Mas Jocasta é dona de plantações e tem vários escravos ao seu serviço, o que gera grandes conflitos entre ela e Claire. Decidindo que a vida com a tia não daria certo, o casal procuram novas terras para se estabelecerem, é assim que surge a Fraser's Rigde, fundada nos hectares de terra que Jaime adquiriu.
Jaime e Claire também criam um relacionamento pacifico e amigável com os índios Cherokees. Alguns ex-prisioneiros de Ardsmuir com suas famílias também começam a se instalarem em Fraser's Rigde. As habilidades de Claire como curandeira se tornam bem conhecidas, e ela começa a viajar sozinha fazendo atendimento domiciliar. Em uma de suas visitas, Claire deixa a casa dos Mueller no meio de uma forte tempestade, perde o cavalo, encontra um crânio humano e encontra o fantasma de um índio. Um surto de sarampo se espalha na região e alguns colonos ficam doentes, entre eles Ian e o Lord John Grey que veio ao Fraser's Ridge com o filho de Jamie, William. Enquanto Claire cuida de Ian e John, que estão com sarampo, Jamie leva William em uma viagem para a vila indiana Anna Ooka, para conhecer o filho melhor, e os dois encontram o lugar dizimado, que foi destruído pelo Gerhard Mueller, por acreditar que a epidemia de sarampo foi causada pelos índios.

### Escócia, década de 1970
Enquanto isso, Brianna Ellen Randall e seu pretendente, o historiador Roger Wakefield, permanecem em segurança no século XX. Agora órfã pela partida de sua mãe para o passado, Brianna luta para aceitar sua perda e tenta lutar contra o sentimento de curiosidade em relação ao seu pai biológico, pois ao mesmo tempo em que desejar saber mais sobre ele, também não quer trair a memória de seu pai de criação, o historiador Frank Randall. O relacionamento de Brianna e Roger acaba ficando conturbado e Roger acaba descobrindo um folhetim do século XVIII sobre a morte de Jaime e Claire em um incêndio. Ele evita de informar a Brianna, mas ela  descobre essa "história" que ameaça a felicidade de seus pais no passado. Essa descoberta faz Brianna voltar no tempo em uma missão para salvar seus pais. Roger ao descobrir que Brianna atravessou as pedras de Craigh na Dun, vai em busca dela.

### 1769
Já no século XVIII, Brianna chega à Lallybroch e consegue ajuda de seu tio Ian para viajar até a América pare se encontrar com seus pais. Brianna também faz amizade com Lizzie, uma jovem que foge da Escócia que também vai para América em busca de uma vida melhor. Brianna e sua nova criada, Lizzie, navegam a bordo do Phillip Alonzo de Inverness, com destino a Charleston, Carolina do Sul. Ao chegar no século XVIII, Roger começa a usar seu verdadeiro nome de família MacKenzie, em vez de seu nome adotado Wakefield, e assegura a passagem para a América a bordo do Gloriana como uma mão de navio sob o capitão Stephen Bonnet. Roger conhece uma jovem chamada Morag MacKenzie e ajuda a proteger seu filho, Jeremiah, de ser jogado no mar como uma vítima de varíola.
Roger encontra Brianna na América e Lizzie os vêem juntos tento uma discussão. Em um lugar no privado, Brianna e Roger brevemente se reconciliam e fazem sexo, mas os dois acabam discutindo e se separando. Brianna se encontra com Stephen Bonnet e reivindica o anel que ele roubou de sua mãe, e Bonnet acaba estuprando ela, mais tarde, ela é vista machucada por Lizzie que presumi ter sido Roger. Após se reencontrar com sua mãe e conhecer seu pai biológico Jaime, Brianna percebe que está grávida e diz a Claire que acredita que Bonnet é o pai; a pedido de Brianna, Claire concorda em não contar a Jamie sobre Bonnet. Lizzie diz a Jamie e Ian que um homem chamado MacKenzie, que ela acredita erroneamente ter agredido Brianna em Wilmington, está chegando em Frasr's Ridge, e os homens encontram 'MacKenzie' (Roger) e eles o espancam e depois o entrega para um índio que eles conhecem, para ser vendido aos iroqueses.
Roger tenta escapar de seus captores indianos e descobre outro círculo de pedras no meio de um inferno. Enquanto isso, Brianna desenha um retrato de Roger, e Jamie e Ian percebem que 'MacKenzie' é, de fato, o Roger Wakefield pelo qual ela havia falado antes; Brianna revela que Bonnet foi quem a estuprou. Pretendendo consertar o erro que cometeu, Jaime viaja para o norte junto com Claire e Jovem Ian para recuperar Roger, enquanto Brianna e Lizzie se abrigam na propriedade Jocasta. Jocasta por sua vez tenta arranjar um marido para Brianna, e quando Lord John Gray chega como hóspede em River Run, com notícias sobre sua própria busca pelo paradeiro de Roger Wakefield, fica animada. Depois de descobrir que Lord John é gay, Brianna tenta chantageá-lo para se casar com ela para que ela não seja forçada a se casar com Gerald Forbes. John então pede a mão de Brianna e permanecem noivos até Roger voltar. Jamie e Claire chegam a Snaketown, uma vila do povo Moicano onde Roger permanece como prisioneiro, mas os índios se negam a entregar Roger e Ian acaba se oferecendo para ficar no lugar de MacKenzie. Roger finalmente chega ao Fraser's Ridge, prometendo assumir o filho de Brianna como seu, independentemente de sua paternidade. Duncan Innes chega ao Ridge para pedir o consentimento de Jamie para se casar com sua tia, Jocasta Cameron. Jamie concorda e dias depois leva sua família para o Monte Helicon para assistir ao casamento. Na jornada para o Monte Helicon, Roger pergunta a Claire se ela se lembra de quem se casou com o filho de Geillis e Dougal, e ela lembra que foi Morag MacKenzie.

## Personagens principais
- Claire Fraser: Enfermeira militar inglesa. Heroína principal, casada com Frank Randall e depois com James Fraser.
- James "Jamie" Fraser: Escocês, proprietário de terras de Broch Tuarach em Lallybroch.
- Brianna Randall: Filha de Claire e Jamie, criada como filha adotiva por Frank.
- Roger MacKenzie: Filho adotivo do reverendo Reginald Wakefield.
- Claudel "Fergus" Fraser: Órfão francês que foi adotado quando criança por Jamie e Claire. É casado com a enteada de Jamie, Marsali.
- Ian Fraser Murray (Jovem Ian): Filho de Jenny e Ian Murray, é sobrinho de Jamie. Ian é um jovem aventureiro que é sequestrado e levado para Jamaica.
- Lord John Grey: O administrador da prisão de Ardsmuir, onde ele e o prisioneiro Jamie começam uma amizade improvável, mas complicada.
- Stephen Bonnet: Um pirata, contrabandista, assassino e homem de má reputação, que Jamie e Claire Fraser conhecem pela primeira vez quando saem de Charleston, Carolina do Sul.
- Jocasta MacKenzie Cameron: Irmã mais nova de Ellen, Colum e Dougal MacKenzie, e cresceu com seus irmãos em Castle Leoch. Ela era uma artista muito habilidosa, como a irmã, antes de gradualmente perder a visão.